# U-282 (tàu ngầm Đức)
U-282 là một tàu ngầm tấn công  Lớp Type VII thuộc phân lớp Type VIIC được Hải quân Đức Quốc Xã chế tạo trong Chiến tranh Thế giới thứ hai. Nhập biên chế năm 1943, nó chỉ kịp thực hiện được một chuyến tuần tra duy nhất mà chưa đánh chìm được mục tiêu nào, trước khi bị các tàu khu trục HMS Vidette và HMS Duncan phối hợp cùng tàu corvette HMS Sunflower của Hải quân Hoàng gia Anh thả mìn sâu đánh chìm trong Đại Tây Dương vào ngày 29 tháng 10, 1945.

## Thiết kế và chế tạo

### Thiết kế

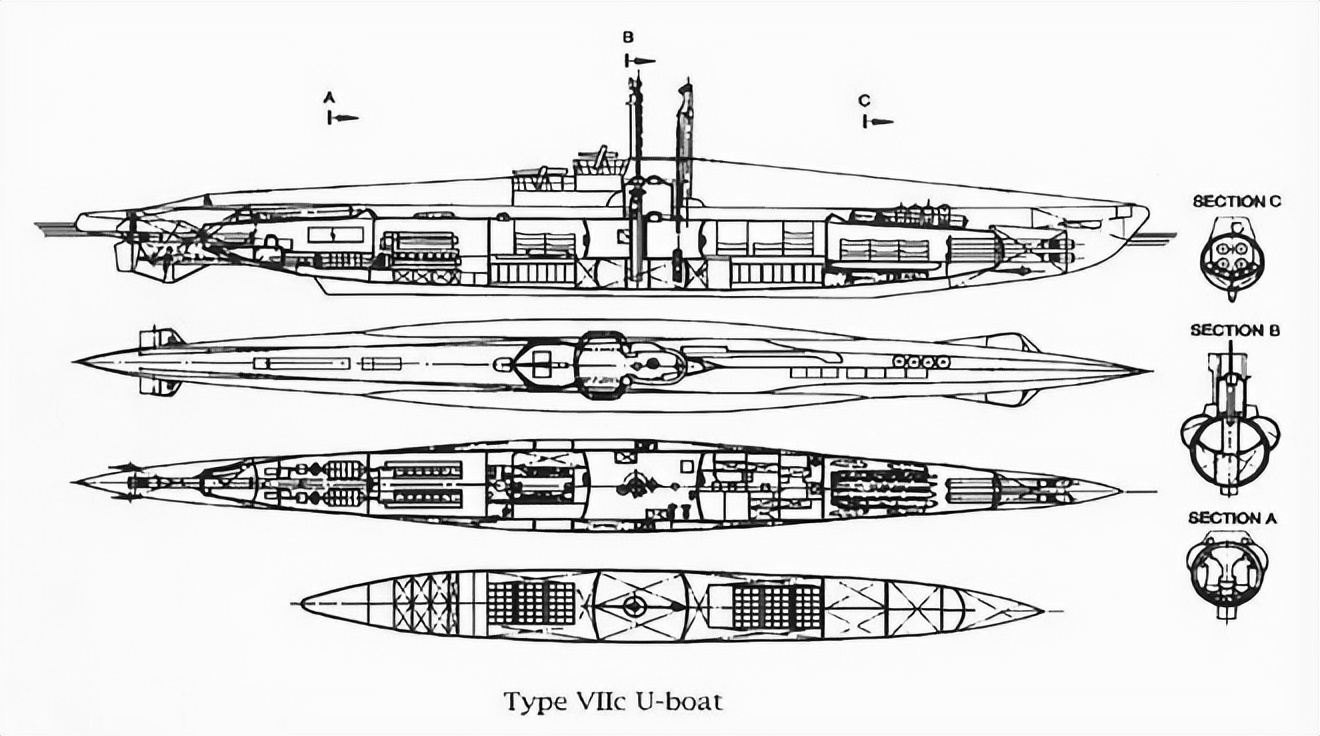
Sơ đồ các mặt cắt một tàu ngầm Type VIIC

Phân lớp VIIC của Tàu ngầm Type VII là một phiên bản VIIB được kéo dài thêm. Chúng có trọng lượng choán nước 769 t (757 tấn Anh) khi nổi và 871 t (857 tấn Anh) khi lặn). Con tàu có chiều dài chung 67,10 m (220 ft 2 in), lớp vỏ trong chịu áp lực dài 50,50 m (165 ft 8 in), mạn tàu rộng 6,20 m (20 ft 4 in), chiều cao 9,60 m (31 ft 6 in) và mớn nước 4,74 m (15 ft 7 in).
Chúng trang bị hai động cơ diesel Germaniawerft F46 siêu tăng áp 6-xy lanh 4 thì, tổng công suất 2.800–3.200 PS (2.100–2.400 kW; 2.800–3.200 bhp), dẫn động hai trục chân vịt đường kính 1,23 m (4,0 ft), cho phép đạt tốc độ tối đa 17,7 kn (32,8 km/h), và tầm hoạt động tối đa 8.500 nmi (15.700 km) khi đi tốc độ đường trường 10 kn (19 km/h). Khi đi ngầm dưới nước, chúng sử dụng hai động cơ/máy phát điện AEG GU 460/8–27 tổng công suất 750 PS (550 kW; 740 shp). Tốc độ tối đa khi lặn là 7,6 kn (14,1 km/h), và tầm hoạt động 80 nmi (150 km) ở tốc độ 4 kn (7,4 km/h). Con tàu có khả năng lặn sâu đến 230 m (750 ft).
Vũ khí trang bị có năm ống phóng ngư lôi 53,3 cm (21 in), bao gồm bốn ống trước mũi và một ống phía đuôi, và mang theo tổng cộng 14 quả ngư lôi, hoặc tối đa 22 quả thủy lôi TMA, hoặc 33 quả TMB. Tàu ngầm Type VIIC bố trí một hải pháo 8,8 cm SK C/35 cùng một pháo phòng không 2 cm (0,79 in) trên boong tàu. Thủy thủ đoàn bao gồm 4 sĩ quan và 40-56 thủy thủ.

### Chế tạo
U-282 được đặt hàng vào ngày 5 tháng 6, 1941, và được đặt lườn tại xưởng tàu của hãng Bremer-Vulkan-Vegesacker Werft ở Bremen vào ngày 2 tháng 6, 1942. Nó được hạ thủy vào ngày 3 tháng 2, 1943, và nhập biên chế cùng Hải quân Đức Quốc Xã vào ngày 13 tháng 3, 1943 dưới quyền chỉ huy của Hạm trưởng, Trung úy Hải quân Rudolf Müller.

## Lịch sử hoạt động
Sau khi hoàn thành việc chạy thử máy và huấn luyện trong thành phần Chi hạm đội U-boat 8, U-282 được điều sang Chi hạm đội U-boat 9 từ ngày 1 tháng 10, 1943 để phục vụ trên tuyến đầu. Chiếc tàu ngầm chuyển căn cứ hoạt động từ Kiel đến cảng Bergen, Na Uy vào giữa tháng 9, rồi khởi hành từ cảng này vào ngày 16 tháng 10 cho chuyến tuần tra duy nhất trong chiến tranh. Nó băng qua khe GIUK giữa quần đảo Faroe và Iceland để hoạt động tại khu vực giữa Bắc Đại Tây Dương về phía Đông Nam Greenland. Tại đây vào ngày 29 tháng 10, U-282 bị các tàu khu trục HMS Vidette và HMS Duncan phối hợp cùng tàu corvette HMS Sunflower của Hải quân Hoàng gia Anh thả mìn sâu đánh chìm ở vị trí về phía Đông Nam mũi Farewell, Greenland, tại tọa độ 55°28′B 31°57′T / 55,467°B 31,95°T. Toàn bộ 48 thành viên thủy thủ đoàn của U-282 đều tử trận.